# Onconasa
L'onconasa (ONC) és una proteïna de la família de les ribonucleases pancreàtiques, concretament la més petita coneguda fins al moment, que s'obté de la granota leopard. Es tracta d'una proteïna més bé senzilla, formada únicament per 104 residus i amb una massa molecular de 11,816 kDa. Consta d'una estructura terciària extremadament compacta, el que suggereix una alta estabilitat confromacional. De fet, presenta una gran estabilitat, ja que té una temperatura de desnaturalització inusulament alta, d'aproximadament 90 °C. Les seves propietats fan que tingui una elevada activitat citotòxica i citostàtica que permet que, actualment hi hagi nomrosos estudis que investiguen l'efectivitat d'aquesta proteïna com a potencial antitumoral per al tractament contra el càncer i com a antiviral per combatre el virus del VIH o el virus d'Ebola, entre d'altres.

## Història
L'onconassa pertany a la família de les RNases (ribonucleases), les quals han estat un grup d'enzims àmpliament estudiat des de 1960. Van ser un model important per a la majoria dels estudis centrats en la química de proteïnes, el seu plegament, la seva estabilitat i la catàlisi enzimàtica. Les investigacions recents sobre la família de les RNases s'ha centrat principalment a explorar les seves funcions biològiques i aplicacions mèdiques.
Als primers estudis realitzats l'any 1973, es va demostrar una activitat antitumoral a extractes d'embrions de granota leopard. Més d'una dècada més tard, el 1987, el principal component actiu d'aquests extractes es va aïllar i purificar. El resultat mostrà una proteïna bàsica, de mida petita (uns 12 Kd aproximadament) d'origen matern (present també en grans quantitats en oòcits no fecundats). La seva seqüència d'aminoàcids completa fou determinada i es trobà que era única, no coincidia amb cap altra proteïna detectada fins al moment.
Sorprenentment, resultà similar a la de la RNasa A, i altres membres de la família de les RNases. Els tres residus catalítics de la proteïna coincidien amb els llocs catalítics de l'RNasa A, així com altres residus que formen part del seu centre actiu. Així, la proteïna semblava estar totalment equipada per exercir l'activitat ribonucleolítica, i de fet es va trobar capaç de degradar ARN molt polimeritzat de llevats. Provisionalment s'anomenà la proteïna: proteïna P-30, però més endavant se li va assignar el seu nom actual: Onconasa.

## Característiques moleculars
L'onconasa és el membre més petit de la superfamília de les ribonucleases pancreàtiques i va ser purificada a partir d'embrions i oòcits de Rana pipiens. Està conformada per 104 aminoàcids i és una proteïna molt bàsica, ja que té un punt isoelèctric (pI) de 9,7. Té una massa molecular d'entre 11.819,6 i 11.834,7 Da tenint en compte la total protonació dels residus de lisina i arginina.
L'onconasa conserva un 28% de l'estructura primària de la RNasa A. Entre altres coses, això ho podem veure perquè l'onconasa presenta dues característiques molt típiques de les ribonucleases dels amfibis: un pont disulfur a l'extrem C-terminal i un piroglutamat N-terminal.

## Estructura

### Estructura primària
L'onconasa és un pèptid més aviat curt, amb 104 residus. No obstant, és polimòrfica en la posició 25, on normalment trobem una treonina (Thr) però en un 30% dels casos trobem una serina (Ser). Aquests aminoàcids es troben allunyats del centre actiu i, per tant, que hi hagi un aminoàcid o un altre no afecta l'activitat enzimàtica. Quant als residus terminals, s'ha vist que en concret el residu de piroglutamat és d'especial importància en l'activitat catalítica de la proteïna. Alguns estudis han demostrat que en canviar el piroglutamat natiu per una metionina N-terminal, l'activitat enzimàtica i la citotoxicitat de la molècula disminueixen significativament.
Estudis recents han demostrat que el genoma de Rana pipiens codifica fins a 4 variants diferents de l'onconasa. Les modificacions aminoacídiques més freqüents es troben en les posicions 11, 20, 25, 85 i 103.
| Variant de Onc        | Pes molecular (Da) | Punt isoelèctric |
| --------------------- | ------------------ | ---------------- |
| Onc (Thr25)           | 11820              | 9,7              |
| Onc (Ser25)           | 11806              | 9,7              |
| I11V, D20N, S103R-Onc | 11874              | 9,94             |

Determinades cristal·lografies van confirmar que la tríada catalítica de les ribonucleases (His12, Lys41, His119) es conserva de manera pràcticament estricta en les onconases (His10, Lys31, His97).
Tot i presentar un residu glicosil·lable (Asn69), a dia d'avui no s'ha aconseguit aïllar mostres glicosil·lades naturalment.

#### Residus que intervenen en la unió al substrat
La funció de l'onconasa, com la de totes les ribonucleases és la de degradar àcids ribonucleics i això ho fan mitjançant la unió d'alguns dels seus aminoàcids amb seqüències específiques de l'RNA a degradar.

Mentre que alguns homòlegs de la RNasa A tendeixen a unir-se a un residu de pirimidina (citosina o uracil) pel costat 5’ de l'enllaç fosfodièster, l’onconasa té altres preferències. Aquesta tendeix a unir-se pel costat 3’ de l'enllaç fosfodièster dels nucleòsids de guanosina. Tot i haver-se postulat que el tRNA és el substrat per excel·lència de l'onconasa, actualment es creu que també pot actuar sobre altres tipus de micro-RNA (miARN).

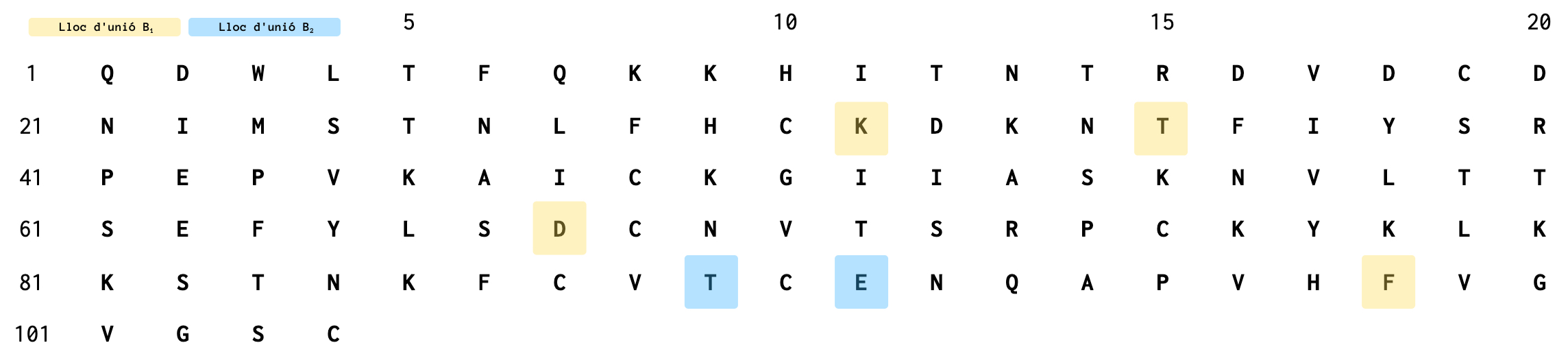
Seqüència d'aminoàcids de l'onconasa.

Quan l'onconasa s'uneix al fragment de RNA, generalment ho fa en la seqüències A-U-G-A. ELs llocs d'unió són 2 i es coneixen com a B1 i B₂. Diversos residus aminoacídics queden en contacte estret amb els segments entre nucleòtids. De fet, és tan estret que la distància entre Lys33 i l'uracil de la seqüència és de només 3,73Å. L'esmentada Lys33 juntament amb Thr35, Asp67 i la Phe98 queden molt a prop de l'uracil i la Thr35 forma ponts d'hidrogen amb el nitrogen i l'oxigen d'aquest nucleòtid. Aquest conjunt forma lloc d'unió B1.
Paral·lelament, en el lloc d'unió B₂, la Glu91 forma dos ponts d'hidrogen amb la nucleobase de guanina de la seqüència AUGA. En B₂ també hi trobem la Thr89.

### Estructura secundària

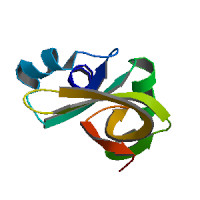
Diagrama de cintes

Uns estudis van trobar que l'estructura secundària de l'onconasa és molt similar a la de l'RNasa A (ribonucleasa pancreàtica bovina), la seva homòloga. Concretament es va comprovar que dos de cada tres hèlixs i la part principal de les cadenes antiparal·leles, tenien una longitud i posició força semblants. Tanmateix, la principal diferència es troba en la posició i conformació dels bucles o girs. L'onconasa està conformada per dues làmines beta de 3 cadenes antiparal·leles cadascuna (40,4%), tres hèlixs alfa (20,2%) i diversos girs que les connecten (9,4%). Podem aprofundir una mica més en aquesta estructura:
| Residus  | Estructura      | Aminoàcids |
| -------- | --------------- | ---------- |
| 3 - 10   | Hèlix α1        | WLTFQKKH   |
| 11 - 13  | Gir irregular   | ITN        |
| 19 - 23  | Hèlix α2        | CDNIM      |
| 28 - 31  | Gir tipus I     | FHCK       |
| 33-38    | β1 del full 1   | KNTFIY     |
| 41 - 48  | Hèlix α3        | PEPVKAIC   |
| 49 - 51  | Gir tipus II    | KGI        |
| 55 - 58  | β2 del full 2   | KNVL       |
| 63 - 70  | β3 del full 1   | FYLSDCNV   |
| 73 - 76  | Gir de tipus II | RPCK       |
| 77 - 84  | β4 del full 1   | YKLKKSTN   |
| 86 - 91  | β5 del full 2   | FCVTCE     |
| 92 - 93  | Gir de tipus I  | NQ         |
| 94 - 101 | β6 del full 2   | APVHFVGV   |

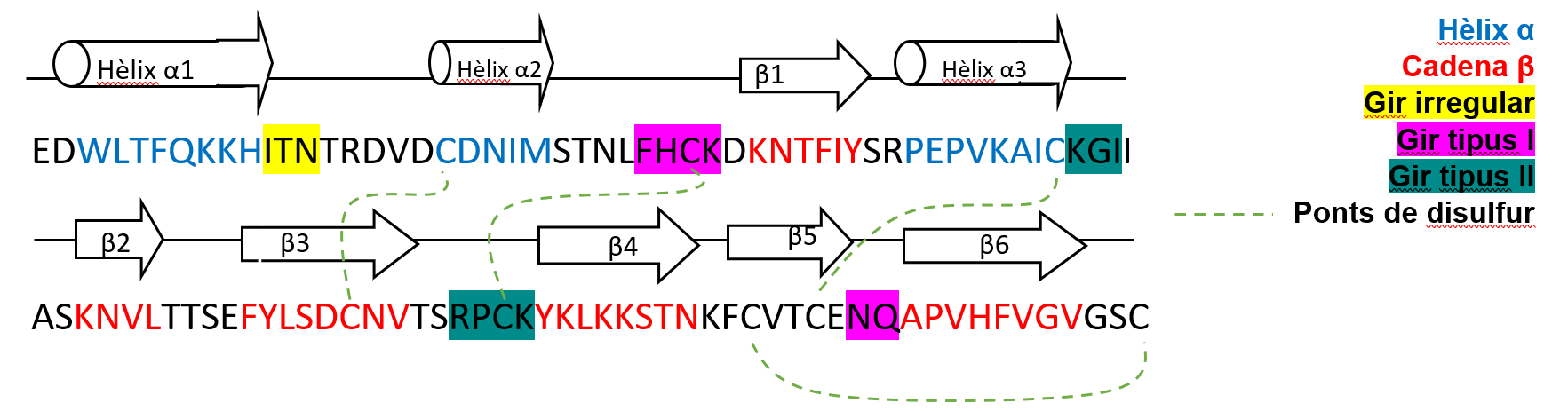
Esquema estructura secundària

A l'extrem N-terminal i trobem dos residus, Pyr1 i Asp2, i en el C-terminal tres, Gly, Ser i Cys. El Pyr1 o piroglutàmic es forma per la ciclació sobre el grup N-terminal de la cadena lateral de la glutamina i té una formiletionina a la posició 1, això serà de gran importància per l'estructura terciària. També hi trobem quatre ponts de disulfur entre les cisteïnes que mantenen l'estructura estable, tres d'ells són visibles: Cys30-Cys75, Cys48-Cys90 i Cys87-Cys104. El quart està amagat darrera de la cadena β3 i involucra: Cys19-Cys68

### Estructura terciària
L'onconasa té una estructura terciària molt compacta a causa de la particularitat del seu extrem N-terminal, el qual està estabilitzat per Pyr1 i del pont de disulfur que involucra la cisteïna 104 de l'extrem C-terminal. El piroglutàmic és trascendental per l'activitat que duu a terme l'onconasa i també pel seu plegament, ja que aquest residu es plega contra l'hèlix α de l'extrem N-terminal formant ponts d'hidrogen amb el nitrogen de la cadena lateral de la Lys9 i amb el grup carbonil de la Val96, situada al full β de l'extrem C-terminal. El centre actiu de l'enzim es localitza en la unió de l'hèlix α1 amb dos fulls β, i gràcies a la unió per ponts d'hidrogen esmentada abans, Pyr és capaç d'alinear Lys9 per a la catàlisi.
Hi ha altres interaccions i enllaços que contribueixen a formar l'estructura terciària a part del plegament de N-terminal. Des de Gly100 a Cys104 es forma una estructura plegada sobre el mateix pla que la fulla β (β2, β5, β6) que s'enllaça per diversos ponts d'hidrogen i pel pont de disulfur Cys87-Cys104. També per ponts d'hidrogen el grup CO de la Val96 fa que hèlix α1 quedi replegada sobre l'onconasa, fent que N-terminal passi a formar part del centre actiu de l'enzim. Els girs de l'estructura secundària tenen la llargària mínima per poder preservar correctament l'estructura terciària, i òbviament unir els elements de l'estructura secundària.

Hi ha estudis que han demostrat que l'eliminació del residu 104 de l'extrem C-teminal fa que hi hagi una pèrdua d'estabilitat considerable (ΔT½=19 °C). A més a més, un altre grup d'investigadors van veure que eliminant el pont de disulfur que connecta amb aquest aminoàcid també provocava una desestabilització significativa (ΔT½ = 30 °C). Finalment, es va trobar que la presència d'una metionina a l'extrem N-terminal, impedint la ciclació de la glutamina a piroglutàmic, promou una reducció de l'estabilitat no tan marcada (ΔT½ = 3 °C)

## Funcionament
Les funcions principals de l'Onconassa són l'activitat citotòxica i citostàtica.
És un catalitzador feble, però tot i això les seves activitats enzimàtiques són necessàries per poder dur a terme els processos anteriors.
A pH 6,0 l'Onconasa presenta activitat òptima, i la seva activitat s'inhibeix amb l'aniquilació dels seus residus d'histidina i amb la metilació reductiva, la qual cosa porta a una derivatització dels residus de lisina. També presenta resistència a l'inhibidor de la ribonucleasa dels mamífers (RI).
En un principi, es va postular que l'ARNt era el substrat principal de l'Onconasa in vivo, però a mesura que s'han dut a terme diverses investigacions sobre la proteïna en qüestió, també hi ha una àmplia evidència que suggereix que altres espècies d'ARN, en particular els micro ARN, poden ser realment l'objectiu crític d'aquestes ribonucleases. Els micro-RNA estan implicats en la regulació de l'expressió gènica mitjançant l'RNA d'interferencia (RNAi). Depenent del grau de complementarietat del micro-RNA amb el ARNm, els micro-RNA poden o inhibir la traducció del ARNm o bé induir la seva degradació.
A més es va demostrar que l'Onconasa és fortament cooperativa quan es combina amb altres modalitats antitumorals, gràcies a aquestes podrà augmentar la seva capacitat citotòxica i citostàtica.
L'Onconasa és una molècula altament catiònica i la seva toxicitat preferent cap a les cèl·lules canceroses (que tenen una càrrega negativa més alta en comparació amb les cèl·lules normals, i això facilita les interaccions electroestàtiques amb aquesta proteïna molt bàsica) pot dependre d'una major eficiència d'unió a la superfície cel·lular.

### Activitat citostàtica
Els efectes citostàtics de l'Onconasa es manifesten com una aturada cel·lular en la fase del cicle cel·lular G(1).

La fase G1 és la primera de les quatre fases del cicle cel·lular, en la qual té lloc la preparació de la cèl·lula que conduirà a la divisió cel·lular eucariota. En aquesta part de la interfase, la cèl·lula sintetitza ARNm i proteïnes en preparació per a passos posteriors que condueixen a la mitosi. Per tant, amb la pertorbació del cicle cel·lular, en concret l'aturada o prolongació d'aquesta fase G1, la cèl·lula no tindrà capacitat replicadora a causa de la presència de l'Onconassa i això resultarà en una disminució de la freqüència de Cèl·lules replicadores de l'ADN (fase S).

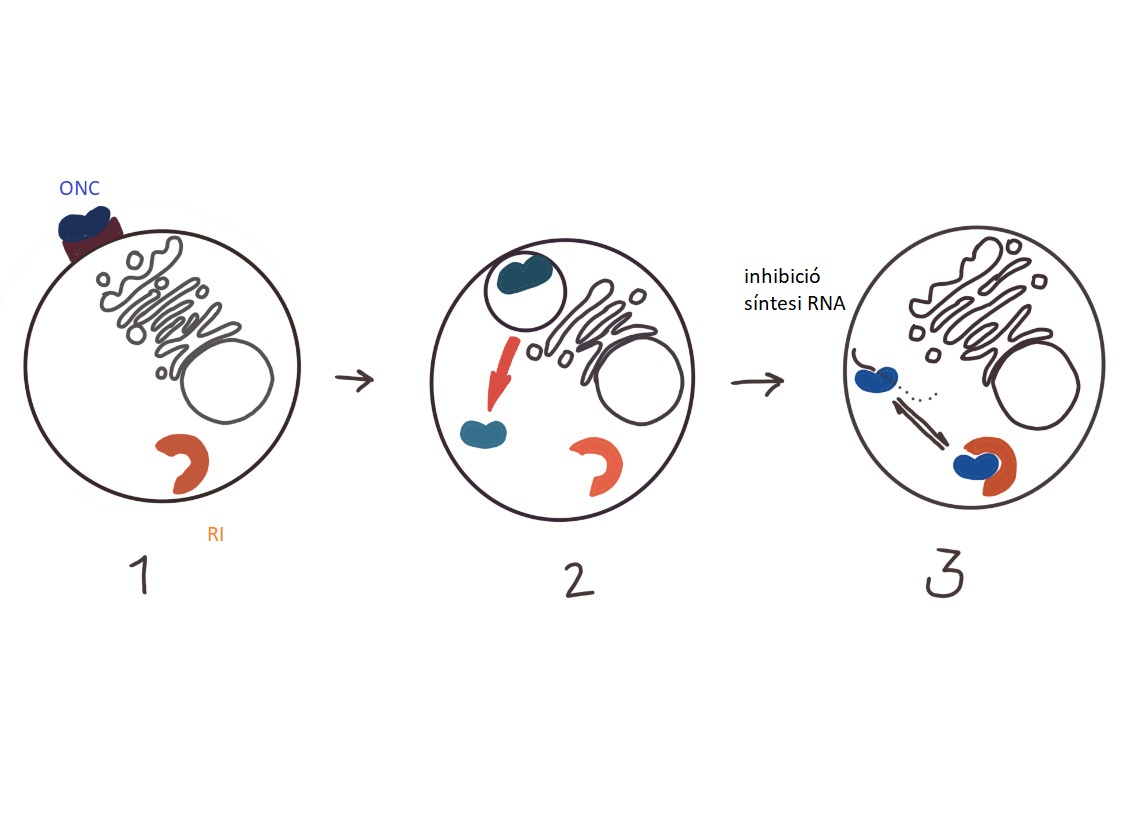
Activitat citotòxica de l'onconasa

### Activitat citotòxica
L'activitat citotòxica està centrada en l'apoptosi, manifestada amb el trencament del DNA, que implica l'activació d'endonucleases, caspases, proteases serina (enzims que trenquen enllaços peptídics en proteïnes) i transglutaminasa.
Es postula que l'Onconasa s'internalitza (entra en la cèl·lula), molt probablement per endocitosi, per mitjà d'un receptor, perquè cal ATP per a aquest procés. Tanmateix, no se sap com es transfereix l'enzim al citosol i d'aquest fins als endosomes.
En el citosol, Onconasa esquiva RI (l'inhibidor de la ribonucleasa dels mamífers) i enzims proteolítics, i degrada l'ARN intracel·lular, la qual cosa condueix a la inhibició de la síntesi de la proteïna que l'RNA en qüestió anava a sintetitzar.
L'onconasa catalitza l'escissió de l'enllaç P-O5′ de l'ARN al costat 3′ dels nucleòsids de pirimidina.

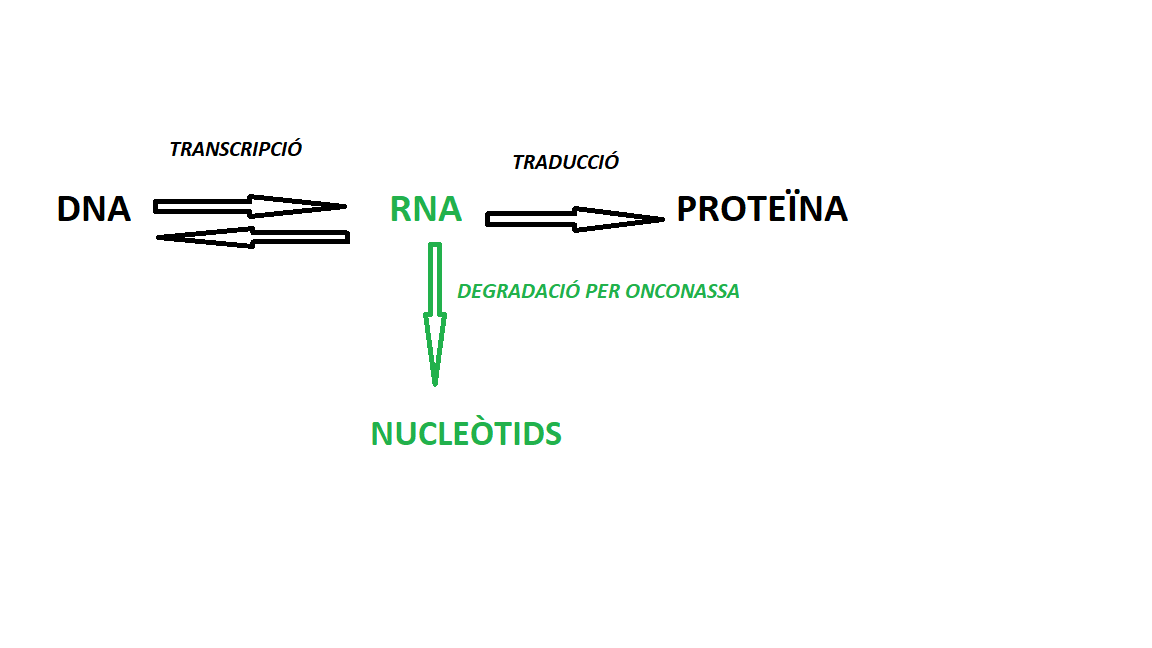
Inhibició de la sintesi de proteïnes per l'Onconasa

Les cèl·lules necessiten la síntesi de proteïnes per poder mantenir-se amb vida, per tant, si s'inhabilita dita activitat, la cèl·lula morirà. L'Onconasa provocarà una mort cèl·lular, una apoptosi.
Això porta a pensar que la primera diana intracel·lular de l'enzim és l'RNAt, per tant, com s'ha mencionat anteriorment, l'etapa de la traducció a la biosíntesi de proteïnes es veu greument afectada amb l'activitat de l'Onconassa.
Les cèl·lules proliferants són més susceptibles a l'onconasa que les cèl·lules quiescents. En conseqüència, els agents que augmenten la taxa de proliferació cel·lular potencien la citotoxicitat de l'onconasa, i els agents que disminueixen la taxa de proliferació cel·lular redueixen la citotoxicitat de l'onconasa.

## Aplicacions mèdiques

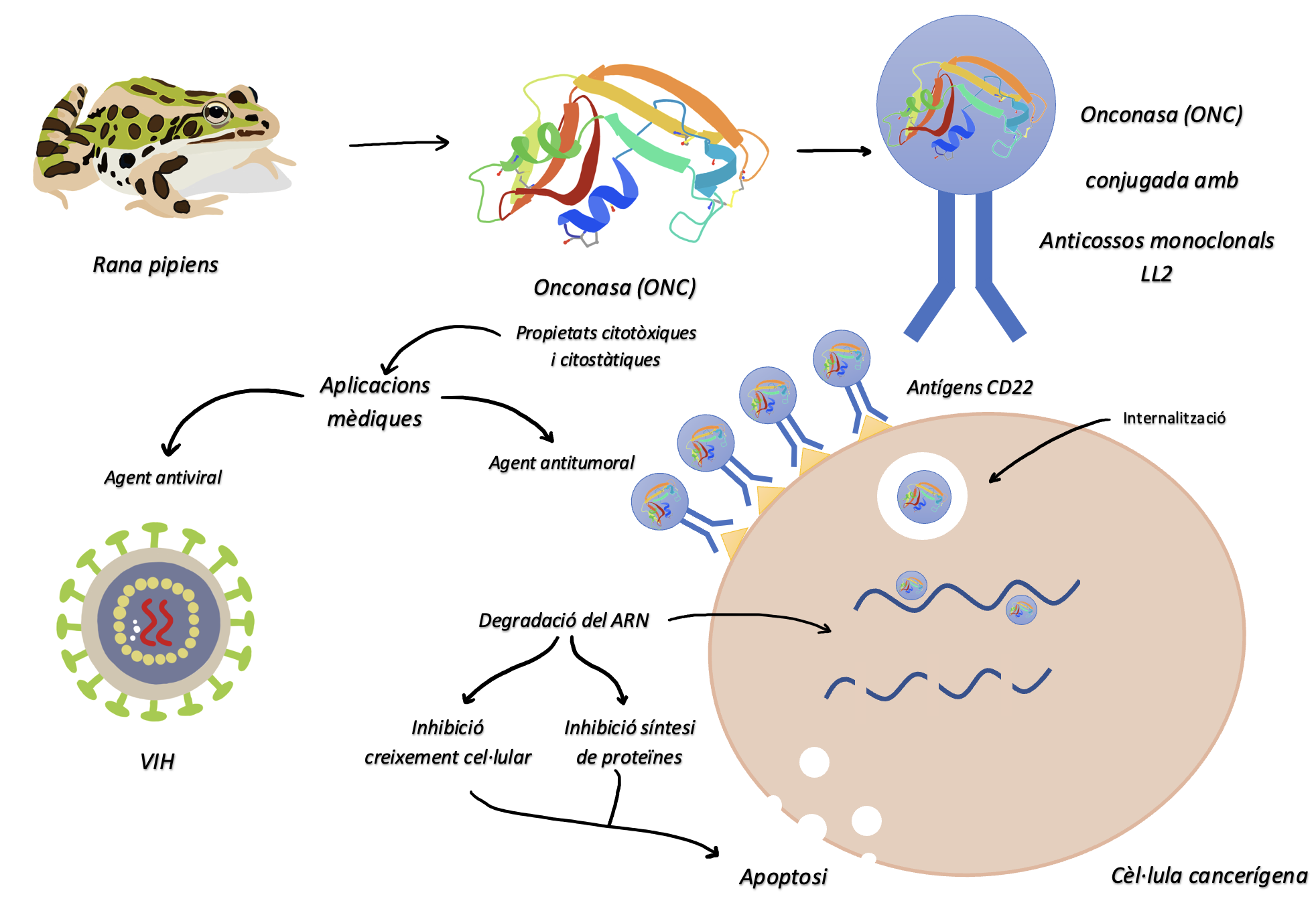
Aplicacions onconasa i mecanisme d'acció

L'onconasa és una ribonucleasa amb aplicacions mèdiques. Representa un nou tipus de fàrmacs perjudicials per a l'ARN i presenta un gran potencial terapèutic. Les seves propietats fan que pugui actuar com a agent antitumoral i agent antiviral. És per això que es troba en assaigs clínics per al tractament de diversos càncers i virus.

### Agent anitumoral
La onconasa és una proteïna que presenta una elevada activitat antitumoral que permet actualment es trobi en estudis pel tractement de diversos tipus de càncer.
Pel fet de tenir una elevada activitat citotòxica (destrucció de cèl·lules) i citostàtica (inhibició del creixement de cèl·lules) a les cèl·lules canceroses, pot intervenir en els processos de transcricpió i traducció cel·lular, catalitzant la degradació del ARN en partícules més petites. Això indueix a la inhibició de la síntesi de proteïnes, però també i com a resultat a la s'inhibeix el creixement i la proliferació cel·lular, fins i tot de les cèl·lules canceroses, sense haver de destruir-les. Per altra banda, gràcies a la seva activitat citotòxica envers cèl·lules malignes, desencadena també l'apoptosi de cèl·lules tumorals.
El que diferencia l’onconasa  d’altres tractaments o agents antitumorals són els avantatges que aquesta presenta respecte d'altres:
- Tot i presentar activitat citotòxica i citostàtica, és aquesta darrera la que fa destacar com a tractament cancerigen, ja que permet estabilitzar la malaltia i ofereix un potencial benefici de supervivència, a més d’una seguretat favorable.
- Per altra banda, destaca perquè la majoria dels efectes secundaris que presenta el tractament amb onconasa són previsibles i reversibles. Però, cal destacar la seva toxicitat renal,[27] causada per la inusual estabilitat de l’onconasa, tot i que els estudis han demostrar que versions mutades de la proteïna (M23L-ONC, C87S, des103-104-ONC)[27] tendrien menor estabilitat tèrmica.[28]
- Un altre avantatge que presenta l'onconasa és que, gràcies a ser una proteïna altament catiònica i al fet de tenir una càrrega negativa, presenta una major eficiència d'unió a la superfície cel·lular per mitjà d'interaccions electroestàtiques.[29]
- Per altra banda, s’ha observat que redueix la mobilitat cel·lular, cosa que suggeriria el seu potencial per inhibir també la metàstasi.
- Finalment, un altre dels aspectes pel qual destaca l’ONC com a agent antitumoral és la sinèrgia que presenta amb altres mecanismes quimioterapèutics d’ús habitual molt diferents, com per exemple el tamoxifèn.[30]

Per augmentar l'efectivitat de l’onconasa a cèl·lules canceroses, es van conjugar les proteïnes amb anticossos monoclonals LL2, dirigits  als antígens CD22, específics de cèl·lules B. Això va permetre una internalització més ràpida de l’onconasa i un augment de la seva toxicitat. A més, es va observar que l’onconasa tenia una vida útil més llarga quan estava fusionada amb l’anticòs i a més, enfortia la seva unió a cèl·lules tumorals.
Els assaigs clínics es troben en les primeres fases per a la utilització de l’onconasa com a teràpia per al tractament del càncer s'estan realitzant en pacients amb càncer de mama i de ronyó i, en combinació amb el tamoxifèn, en malalts amb càncer de pròstata i de pàncrees. També hi ha altres assaigs en curs, en fase I i II amb pacients amb carcinoma pulmonar no microcític. Però, un dels tractaments més avançats és l'assig clínic per a la seva utilització en pacients amb mesotelioma, un tipus de càncer que afecta al teixits que recobreixen diferente òrgans. Aquest es troba en estadi III i té com objectiu determinar la seguretat i efectividad d'aquest tractament en pacients amb mesotelioma no aptes per al tractament quirúrgic. L'administració de l'onconasa en els asajos clínics es duu a terme per mitjà de via intravenosa, durant 30 minuts. Si la malaltia no evoluciona, s'aplica més dosis en cicles de 21 dies, almenys 6 cops. L'èxit dels assaigs for tal que al 2007, la FDA, l’Administració d’Aliments i Medicaments dels EUA va atorgar a l’onconasa l'estat de “medicament orfe i de via ràpida” per al tractament del mesotelioma.

### Agent antiviral
Les onconases s'estan investigant com a potencials fàrmacs antivirals. Els estudis realitzats han demostrat que l’onconasa i altres proteïnes de la família de les ribonucleases tenen la capacitat d’inhibir la replicació del virus del VIH i el virus d'Ebola, entre d'altres. S’ha observat que aquestes proteïnes no afecten directament les partícules virals, sinó que s’encarreguen d’inhibir la seva replicació, mantenint els virus en un estat de latència. Les onconases són capaces de degradar l’ARN, tant en el genoma viral com en la replicació viral a les cèl·lules hostes.
Pel que fa al virus d'immunodeficiència humana (VIH), a més de presentar una activitat inhibidora, l'onconasa, en els estudis in vivo, va ser capaç d’inhibir sis dels nou biomarcadors activats pel VIH, necessaris per iniciar la infecció per aquest virus. D'aquesta manera es va demostrar que també era un agent preventiu potencial. Per altra banda, durant els estudis es va observar que el tracte gastrointestinal era la principal via d’entrada del VIH a l’organisme. Això va fer que també es provés la onconasa com a fàrmac tòpic per prevenir aquesta infecció.
Pel que fa al virus d’Ebola els estudis realitzats han permès revelar l'efectivitat de l’onconasa contra la infecció per aquest virus in vitro. Els estudis amb ratolins van permetre determinar que la majoria dels ratolins tractats amb oncanasa estaven protegits davant les conseqüències d’una possible infecció i que només presentaven un efecte secundari advers, pèrdua de pes.
També s’han realitzat estudis amb el virus de la ràbia, on l’onconasa fou eficaç in vitro, però la confirmació in vivo no fou possible.
Finalment, es va realitzar la fase I d’un estudi que feia un ús tòpic de l’onconasa pel tractament del virus del papil·loma humà (VPH), obtenint resultats d’eficàcia elevats (85% curats), certa millora en els que no es van recuperar del tot. Mentre que l'esdeveniment advers observat amb més freqüència fou la picor.